# Thurston (Ohio)
Thurston és una població dels Estats Units a l'estat d'Ohio. Segons el cens del 2000 tenia 555 habitants.

## Demografia
Segons el cens del 2000, Thurston tenia 555 habitants, 203 habitatges, i 145 famílies. La densitat de població era de 824,2 habitants/km².
Dels 203 habitatges en un 36,5% hi vivien nens de menys de 18 anys, en un 51,2% hi vivien parelles casades, en un 13,8% dones solteres, i en un 28,1% no eren unitats familiars. En el 23,2% dels habitatges hi vivien persones soles el 9,4% de les quals corresponia a persones de 65 anys o més que vivien soles. El nombre mitjà de persones vivint en cada habitatge era de 2,73 i el nombre mitjà de persones que vivien en cada família era de 3,12.
Per edats la població es repartia de la següent manera: un 29,7% tenia menys de 18 anys, un 9% entre 18 i 24, un 28,8% entre 25 i 44, un 20,9% de 45 a 60 i un 11,5% 65 anys o més.
L'edat mediana era de 34 anys. Per cada 100 dones de 18 o més anys hi havia 97 homes.
La renda mediana per habitatge era de 29.911 $ i la renda mediana per família de 30.000 $. Els homes tenien una renda mediana de 23.438 $ mentre que les dones 24.375 $. La renda per capita de la població era de 14.381 $. Aproximadament el 9,3% de les famílies i el 9,9% de la població estaven per davall del llindar de pobresa.

## Poblacions més properes
El següent diagrama mostra les poblacions més properes.